# Vavro Šrobár
Vavro Šrobár (ur. 9 sierpnia 1867 w Liskovej, zm. 6 grudnia 1950 w Ołomuńcu) – słowacki lekarz i polityk.

## Życiorys
Pochodził z wielodzietnej, katolickiej rodziny chłopskiej, jego trzej bracia zostali duchownymi. 
Początkowo nauki pobierał w gimnazjum w Lewoczy, za wyznawanie poglądów panslawistycznych został jednak wyrzucony ze szkół na Węgrzech i ostatecznie ukończył w 1886 roku gimnazjum w Przerowie na Morawach, a następnie studia medyczne na Uniwersytecie Karola. Od 1899 roku praktykował jako lekarz w Rużomberku.
Podczas studiów stał się wielkim zwolennikiem polityki Tomáša Masaryka i próbował przekonać do niej środowiska słowackie. Obok Pavla Blaho był głównym działaczem środowiska hlasowców skupionego wokół pisma „Głos” (słow. Hlas) wydawanego w latach 1898–1904. W latach 90. XIX wieku stał się jednym z najbardziej znanych przedstawicieli młodej inteligencji słowackiej, pozostającej w opozycji do Słowackiej Partii Narodowej. Był jednym z założycieli Słowackiej Partii Ludowej oraz jednym z pionierów agraryzmu i zaangażowania politycznego chłopów na Słowacji. W 1906 rok był kandydatem SPL do parlamentu węgierskiego, do uzyskania mandatu zabrakło mu wówczas około 60 głosów. W 1906 roku był więziony w Rużomberku, a w latach 1907–1908 w Segedynie. W więzieniu spotkał się z Bélą Kunem, popadł także w konflikt z Andrejem Hlinką. 
Był zwolennikiem współpracy czesko–słowackiej, podczas I wojny światowej angażował się w negocjacje z czeskimi politykami (współpracował także z czeską organizacją Maffia) i promował ideę Czechosłowacji. 1 maja 1918 roku wygłosił w Liptowskim Mikułaszu przemówienie, w którym nawoływał do utworzenia wspólnego państwa Czechów i Słowaków, było to pierwsze oficjalne słowackie wystąpienie na ten temat. W sierpniu 1918 roku został na dwa miesiące internowany przez Węgrów. 28 października 1918 roku przybył do Pragi, gdzie uczestniczył w posiedzeniach Czechosłowackiej Rady Narodowej i w imieniu Słowaków podpisał deklarację o utworzeniu państwa czechosłowackiego.
W listopadzie 1918 roku został premierem Tymczasowego Rządu Słowacji. Następnie został mianowany ministrem pełnomocnym ds. administracji Słowacji, gdzie początkowo posiadał praktycznie nieograniczone uprawnienia, przez co czasem nazywano go „dyktatorem”. W 1920 roku został zastąpiony na tym stanowisku przez socjaldemokratę Ivana Dérera. Następnie krótko pełnił funkcję ministra zdrowia, a w latach 1921–1922 ministra edukacji. W latach 1918–1925 był posłem, a następnie, do 1935 roku, senatorem w Zgromadzeniu Narodowym. Pracował także jako wykładowca na Uniwersytecie Komeńskiego w Bratysławie, gdzie w 1923 roku uzyskał habilitację, a w 1935 roku tytuł profesora. W 1937 roku przeszedł na emeryturę.  
Na początku lat 30. XX wieku popadł w kłopoty finansowe i zajął się handlem dziełami sztuki, eksperci często podważali jednak autentyczność oferowanych przez niego obrazów. Dzięki pomocy osób z otoczenia czechosłowackiego prezydenta (m.in. Přemysla Šámala) udało mu się sprzedać obrazy czechosłowackim przemysłowcom i spłacić długi. 
W drugiej połowie lat 30. XX wieku wycofał się z polityki i podjął pracę jako lekarz w uzdrowisku w Trenczyńskich Cieplicach. Krytykował powstanie Republiki Słowackiej pod przywództwem ks. Jozefa Tiso. Podczas II wojny światowej był organizatorem słowackiej konspiracji uznającej rząd Edvarda Beneša. Po wybuchu słowackiego powstania narodowego został jednym z dwóch współprzewodniczących Słowackiej Rady Narodowej, po stłumieniu powstania przedostał się do ZSRR. W grudniu 1944 roku został zaocznie skazany na karę dożywotniego więzienia przez sąd w Bratysławie, wkrótce potem karę zmieniono jednak na karę śmierci. Był również przewodniczącym Partii Demokratycznej. 
W lutym 1945 roku pełnił funkcję komisarza ds. oświaty. Po wyzwoleniu Czechosłowacji, 6 listopada 1945 roku objął stanowisko ministra finansów w rządzie Zdenka Fierlingera, które pełnił do 2 lipca 1946 roku. Klement Gottwald proponował jego kandydaturę na stanowisko wicepremiera.
Byl jednym z czołowych działaczy, a następnie przewodniczącym Partii Wolności. Po komunistycznym zamachu stanu w 1948 roku objął stanowisko ministra unifikacji, nie miał jednak praktycznie żadnego wpływu na politykę rządu. Zmarł w 1950 roku w Ołomuńcu, po nieudanej operacji guza nowotworowego.

## Odznaczenia
W 1991 roku został pośmiertnie odznaczony Orderem Tomáša Garrigue Masaryka II klasy.